# Ausztrál sarkantyúspityer
Az ausztrál sarkantyúspityer (Anthus novaeseelandiae) a madarak osztályának verébalakúak (Passeriformes) rendjébe és a billegetőfélék (Motacillidae) családjába tartozó faj.

## Előfordulása
Ausztrália, Új-Zéland és Indonézia területén honos.

## Alfajai
A fajon belül két alfajcsoport különíthető el
- Új-zélandi csoport
  - Anthus novaeseelandiae novaeseelandiae - Új-Zélandon a Déli-szigeten és a Stewart-szigeten él
  - Anthus novaeseelandiae reischeki - Új-Zélandon az Északi-szigeten él
  - Anthus novaeseelandiae aucklandicus - az Auckland-szigeteken és a Campbell-szigeten honos
  - Anthus novaeseelandiae chathamensis - a Chatham-szigeteken endemikus
  - Anthus novaeseelandiae steindachneri - az Ellenlábas-szigeteken él
- Ausztráliai csoport
  - Anthus novaeseelandiae australis - Ausztrália
  - Anthus novaeseelandiae bilbali - Ausztrália
  - Anthus novaeseelandiae rogersi - Ausztrália
  - Anthus novaeseelandiae bistriatus - Tasmania
  - Anthus novaeseelandiae exiguus - Új-Guinea szigete

## Megjelenése
Testhossz 16-19 centiméter, testtömeg 40 gramm. Felső tollazatán sötétbarna csíkok találhatóak, míg a szemöldök alatt és az arcán krémszínű fehér csíkok találhatóak. Mellkasán krémes-fehér és fekete pettyek és csíkok vannak. A szárnyak és a farok sötétbarna, a legszélső farok toll fehér.
|  |  |

## Életmódja
Táplálékát a talajon keresi, amely rovarokból, azok lárváiból, valamint magokból áll.

## Szaporodása
A hímnek bonyolult rituális udvarlása van. Fészkét talajba vájt mélyedésbe készíti, vagy fűcsomóba, és fűvel meg szőrszálakkal béleli. Fészekalja 2-3 tojásból áll. A tojó költi ki a tojásokat és eteti a fiókákat.